# Travis Konecny
Travis Konecny (London, 11 marzo 1997) è un hockeista su ghiaccio canadese.

## Palmarès

### Mondiali
- 1 medaglia:
  - 1 argento (Germania/Francia 2017)

### Mondiali under 18
- 1 medaglia:
  - 1 bronzo (Finlandia 2014)